# Bernard Sainz
Pour les articles homonymes, voir Sainz.
Le texte peut changer fréquemment, n’est peut-être pas à jour et peut manquer de recul. 
Le titre et la description de l'acte concerné reposent sur la qualification juridique retenue lors de la rédaction de l'article et peuvent évoluer en même temps que celle-ci.
Bernard Sainz, né le 1er septembre 1943 à Rennes, surnommé Docteur Mabuse, est un praticien homéopathe français régulièrement impliqué dans des affaires de dopage notamment dans le milieu du cyclisme, et condamné à plusieurs reprises.

## Biographie
Ancien coureur reconverti en éleveur de chevaux et en naturopathe, ses activités l'ont conduit à être écroué à plusieurs reprises lors d'enquêtes sur le dopage de coureurs cyclistes, mais aucune sanction pénale définitive pour des faits de dopage n'a été prononcée à son encontre. Son nom apparaît pour la première fois en 1986 dans l'affaire du trafic des amphétamines, les « Six Jours de Bercy » où il bénéficie d'un non-lieu. 
En 1999, il est mis en examen pour exercice illégal de la médecine et écroué pendant deux mois avant d'être placé sous contrôle judiciaire. Il est aussi astreint à ne plus pouvoir rencontrer des sportifs et interdit de sortie du territoire français. Concernant cette affaire de 1999, il est reconnu coupable, en avril 2008  « d'infractions aux règlements sur le commerce ou l'emploi de substances vénéneuses, incitation à l'usage de produits dopants par sportif participant à une compétition sportive et exercice illégal de la médecine » et condamné à trois ans de prison, dont 18 mois ferme. La cour d'appel de Paris, en mars 2010, réduit la peine à deux ans de prison, dont un an ferme. Cet arrêt est partiellement cassé par la Cour de cassation en juin 2011. L'affaire est renvoyée devant la Cour d'appel de Paris.
En 2000 Bernard Sainz publie un livre, Les Stupéfiantes Révélations du Dr Mabuse, dans lequel il dénonce notamment ce qu'il affirme être un faux procès-verbal de flagrant délit de cession de produits stupéfiants et dopants, établi à son encontre par la Brigade des stupéfiants du 36 quai des Orfèvres, lors de son interpellation en mai 1999. A ces dires, ce procès-verbal repose sur le seul fondement d'une remise à un coureur cycliste d'un flacon de gouttes dont la composition apparaît suspecte aux policiers. Toutefois, ces « gouttes » s'avéreront, après de multiples expertises toxicologiques, strictement homéopathiques et phytothérapiques, et donc parfaitement licites, tant au regard de la loi antidopage que de celle concernant les substances vénéneuses[réf. nécessaire]. 
En 2002, il est arrêté lors d'un excès de vitesse en Belgique. On découvre dans son coffre des produits homéopathiques. Il avoue être allé chez le coureur cycliste belge Frank Vandenbroucke, chez qui la police découvrira plusieurs substances interdites, dont de l'EPO, de la morphine et du clenbuterol. Il est alors mis en détention en Belgique, mais n'étant pas concerné par ces faits, ni incriminé, il est libéré après une semaine d'emprisonnement. De retour en France, il est alors écroué un mois pour non-respect du contrôle judiciaire.
Le 16 juin 2005, il est à nouveau mis en examen dans une enquête sur un éventuel dopage de chevaux de course. Deux non-lieux sont prononcés en 2010 par le juge d'instruction d'Alençon, tant pour le dopage de chevaux de course que pour le dopage de sportifs, à la suite des auditions notamment de 14 cyclistes professionnels (dont un champion de France sur route professionnel, un champion de France sur route amateur et un champion de France de cyclo-cross). Il bénéficiera également d'un non-lieu pour de supposées infractions sur des substances vénéneuses. Le procureur ne relèvera appel d'aucun de ces 3 non-lieux. Le tribunal correctionnel d'Alençon condamne Bernard Sainz à 15 mois de prison, dont 12 avec sursis, et 7 500 euros d'amende pour l'unique infraction d'exercice illégal de la médecine, tout en prononçant la relaxe du chef de mise en danger d'autrui. 
Sa peine est réduite en février 2013 par la Cour d'appel de Caen, puisqu'il n'encourt plus la moindre peine de prison, mais seulement 3 000 euros d'amende pour exercice illégal de la profession de médecin et travail dissimulé. La Fédération française de cyclisme ne se constitue pas partie civile dans cette affaire. L'association hippique France Galop se voit déboutée, quant à elle, de toutes ses prétentions et demandes, la justice considérant que ces deux instances n'ont subi aucun préjudice en l'espèce.
Le 30 septembre 2014 dans un jugement prononcé par la Cour d'Appel de Paris Bernard Sainz est reconnu coupable du délit de détention de Diprostène, Syncortyl, Proviron, testostérone et de corticoïdes. Pour ces faits, ainsi que pour l'aide et incitation à l'usage de produits dopants, l'exercice illégal de la profession de médecin, il est condamné à 2 ans de prison dont 20 mois avec sursis. Bernard Sainz dépose à ce titre un deuxième pourvoi en cassation, que la Cour de Cassation déclare irrecevable, le 13 octobre 2015.[réf. nécessaire]
Le 13 avril 2016, il introduit un recours par-devant la Cour Européenne des Droits de l'Homme (CEDH) afin de contester ladite irrecevabilité, et faire condamner l'État Français sur le fondement de faux et usage de faux en écriture publique.[réf. nécessaire]
En juin 2016, l'émission Cash investigation lui consacre un numéro intitulé Dopage : ça roule toujours. L'émission diffuse un enregistrement dans lequel Bernard Sainz semble donner des conseils sur l'utilisation de l'EPO et de corticoïdes. Cependant, Bernard Sainz conteste avoir aidé des sportifs à se doper et dénonce le reportage,. En juillet 2017, la cour correctionnelle de Caen et les juges requièrent six mois de prison ferme et 20 000 euros d'amende, pour incitation au dopage. Le jugement rendu le 5 septembre 2017 le condamne à neuf mois de prison ferme et 20 000 euros d'amende pour incitation au dopage dans le monde du cyclisme amateur et semi-professionnel. Le 27 février 2019, sa peine est allégée à douze mois avec sursis et 2 000 euros d'amende en appel. À sa sortie du tribunal, Bernard Sainz précise qu'il va se pourvoir en cassation. La peine a été confirmée le 3 septembre 2020 devant la chambre criminelle de la Cour de cassation à Paris.  
En parallèle, dans le cadre d'une nouvelle enquête à la suite de l'émission Cash investigation, Bernard Sainz est interpellé à son domicile dans l’Orne en novembre 2017. Il passe plusieurs mois en détention préventive, en 2018 et 2019, faute d'avoir réglé la caution prévue par ce contrôle judiciaire. Le 12 février 2020, le juge d'instruction responsable du pôle santé publique du Tribunal judiciaire de Paris ordonne le renvoi de Bernard Sainz devant le Tribunal correctionnel pour exercice illégal de la profession de médecin, exercice illégal de la profession de pharmacien, et aide et incitation au dopage. Le juge d'instruction ordonne en outre son maintien sous contrôle judiciaire jusqu'à la date de son procès. 

## Palmarès en tant que cycliste
- 1963
  - Paris-Vendôme
- 1964
  - 3e du championnat de France universitaire
- 1968
  - 3e du championnat d'Île-de-France de demi-fond

## «Patients» de Bernard Sainz
Bernard Sainz est souvent présenté comme médecin sportif bien qu'il ne possède aucun diplôme de médecin. Durant sa carrière, il s'est entre autres occupé des coureurs cyclistes suivants :
- Eddy Lembo
- Jean-René Bernaudeau
- Jérôme Coppel
- Laurent Fignon
- Philippe Gaumont
- Cyrille Guimard
- Yvon Ledanois
- Raymond Martin
- Lloyd Mondory
- Francesco Moser
- Raymond Poulidor
- Maximilian Sciandri
- Lucien Van Impe
- Frank Vandenbroucke
- Richard Virenque
- Jérôme Chiotti
- Franck Perque
- Christian Seznec
- Sylvain Chavanel
- Fabien Taillefer
- Pierre-Henri Menthéour